# خلف عينيها
خلف عينيها (بالإنجليزية: Behind her eyes)‏ هو مسلسل دراما امريكي من إخراج ستيف لايتفوت وبطولة سيمونا براون،إيف هيوسن، توم بيتمان. عُرض المسلسل في السابع عشر من شباط/فبراير 2021 على منصّة نتفليكس.

## القصّة
تدخل أمّ عزباء عالَم التلاعب المعقّد حين تشرع في علاقة غرامية مع مديرها الطبيب النفسي، وتًصادق خفيةً زوجته الغامضة في الوقت نفسه.

## طاقم تمثيل
- سيمونا براون
- إيف هيوسن
- توم بيتمان

## روابط خارجية
- خلف عينيها على موقع IMDb (الإنجليزية)
- خلف عينيها على موقع ميتاكريتيك (الإنجليزية)
- خلف عينيها على موقع روتن توميتوز (الإنجليزية)
- خلف عينيها على موقع نتفليكس (الإنجليزية)
- خلف عينيها على موقع فيلمافينيتي (الإسبانية)
- خلف عينيها على موقع كينوبويسك (الروسية)
- خلف عينيها على موقع ألو سيني (الفرنسية)
- خلف عينيها على موقع قاعدة بيانات الفيلم (الإنجليزية)